# Иван Паскалев
Иван Георгиев Паскалев е български офицер, генерал-майор, участник в Сръбско-българската война (1885), командир на 1-ва бригада от 3-та пехотна балканска дивизия през Балканската (1912 – 1913) и Междусъюзническата война (1913), председател на тръжната комисия в Главното интендантство през Първата световна война (1915 – 1918).

## Биография
Иван Паскалев е роден на 26 февруари 1860 г. в Търново, Османска империя. През 1882 г. завършва Военното на Негово Княжеско Височество училище и на 30 август е произведен в чин подпоручик. На 30 август 1885 г. е произведен в чин поручик. Взема участие в Сръбско-българската война (1885). След войната през 1887 г. е произведен в чин капитан. Служи в 7-а пехотна дружина и 17-а пехотна дружина.
На 14 февруари 1892 е произведен в чин майор, от 1901 г. е подполковник, а от 1905 г. – полковник. На 22 януари 1904 г. е назначен за командир на 13-и пехотен рилски полк, на която длъжност е до 3 януари 1908 година. Служи в 6-и пехотен търновски полк, 10-и пехотен родопски полк и 7-и пехотен преславски полк.
По време на Балканската (1912 – 1913) и Междусъюзническата война (1913) полковник Иван Паскалев е командир на 1-ва бригада от 3-та пехотна балканска дивизия. На 7 ноември 1915 г. е уволнен от служба.
През Първата световна война (1915 – 1918) запасни полковник Манов е Паскалев е мобилизиран и назначен за председател на Tръжната комисия в Главното интендантство, за която служба съгласно заповед № 463 е награден с Народен орден „За военна заслуга“, III степен без военно отличие. На 31 декември 1935 г. е произведен в чин генерал-майор.
Генерал-майор Иван Паскалев умира през 1941 г. и е погребан в Централните софийски гробища.

## Семейство
Генерал-майор Иван Паскалев е женен и има 5 деца. Синът му капитан Светослав Паскалев е кавалерийски офицер и участник в Първата световна война (1915 – 1918), носител на два ордена „За храброст“ и орден „Св. Александър“.

## Военни звания
- Подпоручик (30 август 1882)
- Поручик (30 август 1885)
- Капитан (1887)
- Майор (14 февруари 1892)
- Подполковник (1901)
- Полковник (1905)
- Генерал-майор (31 декември 1935)

## Награди
- Народен орден „За военна заслуга“, III степен без военно отличие (1921)

## Образование
- Военно на Негово Княжеско Височество училище (до 1882)